# واسونی
واسونی (به فرانسوی: Vassogne) یک کمون در فرانسه است که در پیکاردی واقع شده‌است.

## خصوصیات
واسونی یا وَسونی ۲٫۹۳ کیلومترمربع مساحت و ۶۱ نفر جمعیت دارد و ۵۸ متر بالاتر از سطح دریا واقع شده‌است.